# Condado de Jennings
El condado de Jennings (en inglés: Jennings County), fundado en 1817, es uno de 92 condados del estado estadounidense de Indiana. En el año 2000, el condado tenía una población de 27 554 habitantes y una densidad poblacional de 12 personas por km². La sede del condado es Vernon. El condado recibe su nombre en honor a Jonathan Jennings. 

## Geografía
Según la Oficina del Censo, el condado tiene un área total de 980 km², de la cual 977 km² es tierra y 3 km² (0.30%) es agua.

### Condados adyacentes
- Condado de Decatur (norte)
- Condado de Ripley (este)
- Condado de Jefferson (sureste)
- Condado de Scott (sur)
- Condado de Jackson (oeste)
- Condado de Bartholomew (noroeste)

## Demografía
Según la Oficina del Censo en 2007, los ingresos medios por hogar en el condado eran de $39 402 y los ingresos medios por familia eran $42 519. Los hombres tenían unos ingresos medios de $30 377 frente a los $21 023 para las mujeres. La renta per cápita para el condado era de $17 059. Alrededor del 9.20% de la población estaban por debajo del umbral de pobreza.

## Transporte

### Principales autopistas
- U.S. Route 50
- Ruta Estatal de Indiana 3
- Ruta Estatal de Indiana 7
- Ruta Estatal de Indiana 250

## Municipalidades

### Ciudades y pueblos
- North Vernon
- Vernon

### Áreas no incorporadas
- Hayden
- Butlerville
- San Jacinto
- Sand Creek
- Graham Creek
- Brush Creek
- Scipio

### Municipios
El condado de Jennings está dividido en 11 municipios:
- Bigger
- Campbell
- Center
- Columbia
- Geneva
- Lovett
- Marion
- Montgomery
- Sand Creek
- Spencer
- Vernon